# Anticarsia lampea
Anticarsia lampea là một loài bướm đêm trong họ Erebidae.